# Serra dels Gobians
La Serra dels Gobians és una serra situada al municipi de Garcia a la comarca de la Ribera d'Ebre, amb una elevació màxima de 251,6 metres.